# Duponchelia ranalis
Duponchelia ranalis és una arna de la família dels cràmbids. Va ser descrita per George Hampson l'any 1907. Es troba a Paraná, al Brasil.